# Bible Hill
Bible Hill è un villaggio del Canada, situato nella provincia di Nuova Scozia.